# Tweede Kamerverkiezingen in het kiesdistrict Sittard (1888-1918)

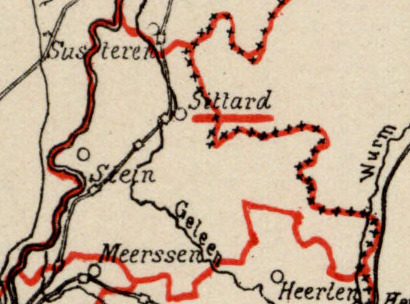
Kiesdistrict Sittard (1888)

Tweede Kamerverkiezingen in het kiesdistrict Sittard (1888-1918) geeft een overzicht van verkiezingen voor de Nederlandse Tweede Kamer in het kiesdistrict Sittard in de periode 1888-1918.
Het kiesdistrict Sittard was eerder ingesteld geweest in de periode 1848-1850. Het kiesdistrict werd opnieuw ingesteld na de grondwetsherziening van 1887. Tot het kiesdistrict behoorden vanaf dat moment de volgende gemeenten: Amstenrade, Beek, Bingelrade, Borgharen, Born, Broeksittard, Brunssum, Bunde, Eygelshoven, Elsloo, Geleen, Geulle, Grevenbicht, Hoensbroek, Hulsberg, Itteren, Jabeek, Limbricht, Merkelbeek, Munstergeleen, Nieuwenhagen, Nieuwstadt, Nuth, Obbicht en Papenhoven, Oirsbeek, Schimmert, Schinnen, Schinveld, Sittard, Spaubeek, Stein, Stevensweert, Susteren, Ubach over Worms, Ulestraten, Urmond en Wijnandsrade.
Het kiesdistrict Sittard vaardigde in deze periode per zittingsperiode één lid af naar de Tweede Kamer. 
Legenda
- vet: gekozen als lid van de Tweede Kamer.

## 6 maart 1888
De verkiezingen werden gehouden na vervroegde ontbinding van de Tweede Kamer.
|                  | 6 maart |
| ---------------- | ------- |
| Kiesgerechtigden | 1.821   |
| Opkomst          | 1.679   |
| Geldige stemmen  | 1.663   |
| Blanco stemmen   | 15      |
| Kandidaten       |         |
| H.F. Lambrechts  | 876     |
| G. Berkers       | 466     |
| C. Kamps         | 311     |

## 9 juni 1891
De verkiezingen werden gehouden na ontbinding van de Tweede Kamer.
|                  | 9 juni |
| ---------------- | ------ |
| Kiesgerechtigden | 1.975  |
| Opkomst          | 1.452  |
| Geldige stemmen  | 1.408  |
| Blanco stemmen   | 43     |
| Kandidaten       |        |
| H.F. Lambrechts  | 982    |
| C. Kamps         | 345    |
| G. Berkers       | 73     |

## 10 april 1894
De verkiezingen werden gehouden na vervroegde ontbinding van de Tweede Kamer.
|                                          | 10 april |
| ---------------------------------------- | -------- |
| Kiesgerechtigden                         | 2.070    |
| Opkomst                                  | 1.082    |
| Geldige stemmen                          | 1.050    |
| Blanco stemmen                           | 31       |
| Kandidaten                               |          |
| H.F. Lambrechts                          | 963      |
| C.C.M.H. de Bieberstein Rogalla Zawadsky | 51       |

## 22 december 1896
Jerôme Lambrechts, gekozen bij de verkiezingen van 10 april 1894, overleed op 25 november 1896. Om in de ontstane vacature te voorzien werd een tussentijdse verkiezing gehouden.
|                                          | 22 december |
| ---------------------------------------- | ----------- |
| Kiesgerechtigden                         | 1.921       |
| Opkomst                                  | 1.167       |
| Geldige stemmen                          | 1.122       |
| Blanco stemmen                           | 38          |
| Kandidaten                               |             |
| C.C.M.H. de Bieberstein Rogalla Zawadsky | 1.094       |

## 15 juni 1897
De verkiezingen werden gehouden na ontbinding van de Tweede Kamer.
|                                          | 15 juni |
| ---------------------------------------- | ------- |
| Kiesgerechtigden                         | 6.018   |
| Opkomst                                  | 2.580   |
| Geldige stemmen                          | 2.535   |
| Blanco stemmen                           | 45      |
| Kandidaten                               |         |
| C.C.M.H. de Bieberstein Rogalla Zawadsky | 2.240   |
| A. Kamps                                 | 292     |

## 14 juni 1901
De verkiezingen werden gehouden na ontbinding van de Tweede Kamer.
|                                          | 14 juni |
| ---------------------------------------- | ------- |
| Kiesgerechtigden                         | 6.704   |
| Opkomst                                  | 4.144   |
| Geldige stemmen                          | 4.014   |
| Blanco stemmen                           | 130     |
| Kandidaten                               |         |
| M.J.G.J. Arnoldts                        | 2.052   |
| C.C.M.H. de Bieberstein Rogalla Zawadsky | 1.962   |

## 30 juli 1903
Jean Arnoldts, gekozen bij de verkiezingen van 14 juni 1901, werd op 28 juni 1903 vervallen verklaard van het lidmaatschap van de Tweede Kamer vanwege faillissement. Om in de ontstane vacature te voorzien werd een tussentijdse verkiezing gehouden.
|                              | 30 juli |
| ---------------------------- | ------- |
| Kiesgerechtigden             | 6.769   |
| Opkomst                      | 4.942   |
| Geldige stemmen              | 4.738   |
| Blanco stemmen               | 204     |
| Kandidaten                   |         |
| J.H.J. Beckers               | 2.582   |
| J.L.M.H. van Wessem          | 716     |
| A.G. Snijders                | 542     |
| J. Claessen                  | 451     |
| L.G. Schons                  | 361     |
| J.J.A. Kamps                 | 39      |
| H.A.E. Gadiot                | 30      |
| C.J.M. Ruijs de Beerenbrouck | 9       |
| J.H. ten Dijck               | 8       |

## 16 juni 1905
De verkiezingen werden gehouden na ontbinding van de Tweede Kamer.
|                  | 16 juni |
| ---------------- | ------- |
| Kiesgerechtigden | 6.935   |
| Opkomst          | 2.327   |
| Geldige stemmen  | 2.241   |
| Blanco stemmen   | 86      |
| Kandidaten       |         |
| J.H.J. Beckers   | 1.919   |
| J.J.A. Kamps     | 322     |

## 11 juni 1909
De verkiezingen werden gehouden na ontbinding van de Tweede Kamer.
|                  | 11 juni |
| ---------------- | ------- |
| Kiesgerechtigden | 7.659   |
| Kandidaten       |         |
| J.H.J. Beckers   |         |

Beckers was de enige kandidaat; hij werd zonder nadere stemming gekozen verklaard.

## 17 juni 1913
De verkiezingen werden gehouden na ontbinding van de Tweede Kamer.
|                  | 17 juni |
| ---------------- | ------- |
| Kiesgerechtigden | 8.961   |
| Opkomst          | 7.235   |
| Geldige stemmen  | 7.107   |
| Blanco stemmen   | 128     |
| Kandidaten       |         |
| J.H.J. Beckers   | 4.548   |
| A.H. Gijzels     | 2.559   |

## 15 juni 1917
De verkiezingen werden gehouden na ontbinding van de Tweede Kamer.
|                  | 15 juni |
| ---------------- | ------- |
| Kiesgerechtigden | 10.264  |
| Kandidaten       |         |
| J.H.J. Beckers   |         |

De zeven in de vorige Tweede Kamer vertegenwoordigde partijen hadden afgesproken in elkaars kiesdistricten geen tegenkandidaten te stellen. Beckers was derhalve de enige kandidaat; hij werd zonder nadere stemming gekozen verklaard.

## Opheffing
De verkiezing van 1917 was de laatste verkiezing voor het kiesdistrict Sittard. In 1918 werd voor verkiezingen voor de Tweede Kamer overgegaan op een systeem van evenredige vertegenwoordiging met kandidatenlijsten van politieke partijen.